# Srđan Srdić

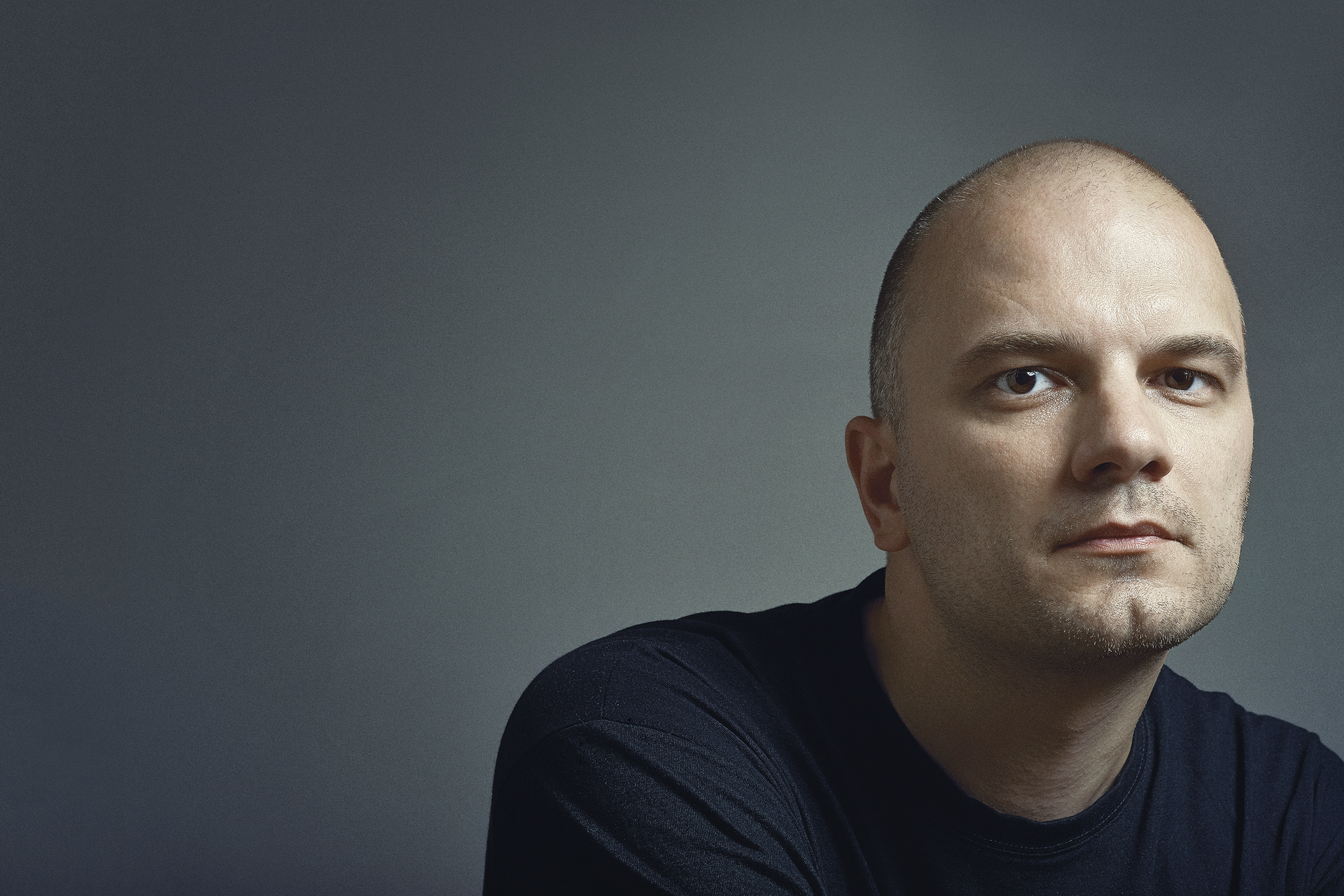
Srđan Srdić a Belgrado, agosto 2013

Srđan Srdić (Kikinda, 3 novembre 1977) è uno scrittore, editore, insegnante di lettura/scrittura creativa serbo. Ha pubblicato due romanzi e due raccolte di racconti, ed anche ha contribuito alla preparazione di alcune collezioni di racconti e riviste letterarie.

## Istruzione
Dopo una scuola media di musica, Srdić ha laureato in letteratura mondiale e teoria della letteratura, all'Università di Belgrado, Facoltà di Filologia, dove attualmente sta preparando la tesi di dottorato sulla tema la lettura post-strutturalistica di Jonathan Swift.

## Carriera professionale
Nel 2007, quando ancora lavorava come un insegnante di letteratura in un liceo, ha vinto il primo premio per il migliore racconto, del concorso Ulaznica. Nel 2009, Srdić ha vinto il premio Laza Lazarević, per un racconto. Un anno dopo, ha vinto borsa di studio Borislav Pekić, per un progetto di una collezione di racconti (Pekić ha, casualmente, un'influenza importante sulla scrittura di Srdić). In un periodo, Srdić era editore/direttore di un festivale internazionale di racconti, organizzato a Kikinda-Kikinda Short.

### "Campo morto"
Nel 2010 Srdić ha pubblicato il suo primo romanzo, romanzo road horror Campo morto (Mrtvo polje), per il quale ha ricevuto numerose critiche positive, era anche finalista ad alcune competizioni letterarie nazionali (NIN, Vital, Borisav Stanković) ed una competizione internazionale-Meša Selimović. Il romanzo era lodato specialmente per il linguaggio usato: p.es. per trovare mezzi stilistici e formali, necessari a trattare l'argomento, per usare delle tecniche di modernismo (confrontato a Ulisse di James Joyce) e postmodernismo, e per cambiamento frequente di prospettiva e registro.
Il romanzo è ambientato nel 2003, in Serbia, durante la guerra civile e segue alcuni fili narrativi intrecciati, Pablo e Paolo viaggiano a Kikinda partendo da Belgrado, con l'intenzione di evitare la mobilizzazione, il primo per motivo delle attuali ideologie violenti che ha adottato, e il secondo, seguendo il primo senza uno scopo chiaro. Stela si trova nella stessa via, ma nella direzione opposta, e anche un capitano, quasi psicopatico, mostrando l'influenza di Cormac McCarthy. Secondo l'autore, romanzo e basato sui principi di una tragedia, evidente dopo lo scioglimento con la morte inevitabile ed incesto. L'elemento tragico si trova "nel contesto, non nei caratteri."
Come tutti i testi di Srdić, il romanzo e basato sull'intertestualità estensiva, comprese le legami con Jerzy Kosinski, William Faulkner, Georges Bataille, Godflesh, Khanate, ed anche sezione discografia e videografia.

### "Espirando"
Espirando: Canzoni fino alla morte (Pesme na smrt) consistono di nove racconti, che in un modo trattano la morte (cosa la precede, il processo e/o cosa viene dopo). Dopo la pubblicazione nel 2011, il libro ha ricevuto il premio Biljana Jovanović, il premio internazionale Edo Budiša e alcune critiche molto positive., che sottolineano ellittico e formalmente diverso approccio al linguaggio, con le voci narrative, che vanno dalla convenzionale prima persona fino all'ampia polifonia ed una rappresentazione linguistica delle situazioni-limite dei personaggi-lutto, violenza, malattia, desiderio sessuale, suicidio, "spaventosa banalità".
La collezione presenta molte relazioni intertestuali, l'influenza prominente di Samuel Beckett per quanto riguarda i personaggi, "completamente opposti al mondo", un pastiche Una rosa per Emily di Faulkner, citazioni di Perry Farrell, una storia Zozobra, il cui nome Srdić prende dalla canzone di Old Man Gloom, Medicine, ispirata dalla canzone degli Jesu, riferimenti su Thomas Mann, Henri Michaux, Michel Houellebecq.
Tutti i racconti erano precedentemente stati pubblicati nelle riviste letterarie in Serbia e Croazia. La traduzione in Ucraino è stata pubblicata nel 2013, il racconto Grigio, cupo qualcosa è tradotto in Inglese e pubblicato in The Ofi Press Magazine e il racconto Zanzare è tradotto in Albanese è pubblicato nella antologia di racconti Da Belgrado, con amore (Nga Beogradi, me dashuri). I racconti di Srdić sono stati tradotti in rumeno, ungherese e polacco.

### "Satori"
La seconda novella di Srdić, Satori, è pubblicata nel 2013 da casa editrice KrR (Laboratorio di letteratura Rašić). Il narratore, chiamando se stesso il Conduttore, esce dalla città e il suo ruolo sociale, ricordandosi e incontrando la gente che vive ai margini della società, offrendo così una narrazione digressiva e disgiunta, con il senso di solipsistico orrore, che si manifesta nel linguaggio dei protagonisti. "Questo non e una novella in cui non si tratta di nulla, ma una novella in cui si tratta di niente". La novella affronta anche la banalità, ansia di libertà, concentrandosi sui contatti di narratore con il militare, anche obliquamente indirizzando ripercussioni dei crimini di guerra ("esistenza di DPTS- disturbo post-traumatico da stress, anche nella gente che non era direttamente coinvolta nella guerra").
La novella contiene lunghe citazioni di Oblomov, L'educazione sentimentale, e una intervista con Toby Driver di Kayo Dot, The Dead Flag Blues di Godspeed You! Black Emperor, e anche le citazioni del cartone animato Stripy hanno un ruolo importante nel testo. Anche se usa i mezzi caratteristici per romanzo di formazione (Bildungsroman) e road novel, l'autore definisce la opera un anti-bildungsroman, con un protagonista che non impara nulla e non arriva a nessuna parte.
La novella Satori è stata lodata perché mostra miglioramento nel lavoro di Srdić, particolarmente presente nella distanza ironica, che non era abbastanza visibile nelle sue opere precedenti e perché offre nuovi modi di leggere Satori attraverso i testi citati e anche un nuovo modo di leggere i testi citati. Lo stesso critico lo localizza in un post-mundo, invocando citazioni di post-strutturalisti Roland Barthes e Jean-François Lyotard, e della banda post-rock Mogwai.  Una critica molto ambigua, evidenziando la virtù e il significato di Srdić come uno scrittore, e riservata quanto riguarda causalità intenzionale e mancanza di senso.

## Altre influenze
Srdić cita anche David Foster Wallace, Don DeLillo, Ivo Andrić, Yukio Mishima, Biljana Jovanović, Le correzioni di Jonathan Franzen, Roberto Bolaño, Louis-Ferdinand Céline, Thomas Bernhard, Milan Oklopdzic, Michail Bulgakov come autori pertinenti per la sua lettura/scrittura.

### Novelle
- Mrtvo polje. Beograd: Stubovi kulture. 2010. p. 287. ISBN 978-86-7979-308-9
- Satori. Beograd: Književna radionica Rašić. 2013. p. 215 ISBN 978-86-6351-000-5

### Racconti
- Espirando. Beograd: Stubovi kulture. 2011. p. 181. ISBN 978-86-7979-346-1
- Sagorevanja. Beograd: Književna radionica Rašić. 2014. p. 169. ISBN 978-86-6351-006-7

### Antologie di racconti
- Da sam Šejn. Zagreb: Konzor. 2007. p. 229-234. ISBN 978-953-224-201-0
- Kikinda Short 3.0. Kikinda: Narodna biblioteka "Jovan Popović". 2009.- come redattore ISBN 978-86-7378-031-3
- Kikinda Short 04. Kikinda: Narodna biblioteka "Jovan Popović". 2010. - come redattore ISBN 978-86-7378-033-7
- Kikinda Short 05 Kikinda: Narodna biblioteka "Jovan Popović".2011. - come redattore ISBN 978-86-914515-0-9
- Nga Beogradi, me dashuri. Priština: MM. 2011. p. 155-172. ISBN 978-9951-516-05-1
- Izvan koridora. Zagreb: V.B.Z. d.o.o. 2011. p. 151-159. ISBN 978-9940-9215-6-9
- U znaku vampira: muške priče o krvopijama. Beograd: Paladin. 2012. p. 96-105. ISBN 978-86-87701-20-5
- Pucanja: izbor iz mlade srpske proze. Beograd: Službeni glasnik. 2012. ISBN 978-86-519-1536-2
- Putnik sa dalekog neba: Miloš Crnjanski u priči. Beograd: Laguna. 2013. p. 339-348. ISBN 978-86-521-1301-9
- Nova srpska pripovetka. Beograd: Paladin. 2013. p. 462-470. ISBN 978-86-87701-37-3
- Gavrilov princip: priče o sarajevskom atentatu. Beograd: Laguna. 2014. p. 115-129. ISBN 978-86-521-1551-8